# Aleksandr Kwliwidze
Aleksandr Siemionowicz Kwliwidze (ros. Александр Семенович Квливидзе, ur. 1901 we wsi Igosti w Gruzji, zm. w marcu 1985 w Tbilisi) – funkcjonariusz radzieckich służb specjalnych, pułkownik.

## Życiorys
Urodzony w rodzinie gruzińskiego telegrafisty, w 1917 skończył szkołę kolejową w Tbilisi, od kwietnia 1920 służył we Flocie Czarnomorskiej, od sierpnia 1921 do lutego 1923 elew szkoły marynarki wojennej w Batumi. Od lutego 1923 pracownik operacyjny Czeki Adżarii, od kwietnia 1924 do sierpnia 1930 pełnomocnik oddziału pogranicznego w Batumi, od stycznia 1930 kandydat na członka, a od października 1937 członek WKP(b). Od sierpnia 1930 do września 1931 w Wyższej Szkole Pogranicznej OGPU ZSRR, od września 1931 do maja 1932 pełnomocnik oddziału pogranicznego w Pryszybie w Azerbejdżańskiej SRR, od maja 1933 do lipca 1934 funkcjonariusz GPU Gruzińskiej SRR, od lipca 1934 do stycznia 1938 pomocnik szefa oddziału Wydziału 5 Zarządu Bezpieczeństwa Państwowego (UGB) NKWD Gruzińskiej SRR, od stycznia do sierpnia 1938 szef adygejskiego rejonowego oddziału NKWD. Od sierpnia 1938 do 1 października 1939 zastępca szefa wydziału NKWD Gruzińskiej SRR, od 14 września 1939 kapitan bezpieczeństwa państwowego, od 1 października 1939 do 12 lipca 1940 szef Wydziału 2 UGB NKWD Gruzińskiej SRR, od 12 lipca do listopada 1940 szef Wydziału 3 UGB NKWD GSRR, od listopada 1940 do marca 1941 szef Zarządu NKWD Południowoosetyjskiego Obwodu Autonomicznego, od marca do sierpnia 1941 szef Zarządu NKGB Południowoosetyjskiego Obwodu Autonomicznego, od sierpnia 1941 do listopada 1942 ponownie szef Zarządu NKWD Południowoosetyjskiego Obwodu Autonomicznego, 5 maja 1942 awansowany na majora bezpieczeństwa państwowego.
Od listopada 1942 do lutego 1943 zastępca szefa Wydziału Specjalnego NKWD Frontu Zakaukaskiego, od lutego do kwietnia 1943 szef Wydziału Specjalnego NKWD 12 Korpusu Strzeleckiego Frontu Zakaukaskiego, 14 lutego 1943 awansowany na pułkownika bezpieczeństwa państwowego, od kwietnia do października 1943 szef wydziału Zarządu Kontrwywiadu Smiersz Frontu Zakaukaskiego, od października 1943 do maja 1944 zastępca szefa Wydziału Kontrwywiadu Smiersz 45 Armii Frontu Zakaukaskiego. Od maja 1944 do października 1952 szef wydziału Zarządu Kontrwywiadu Smiersz/Zarządu Kontrwywiadu MGB Zakaukaskiego Okręgu Wojskowego, od października 1952 do stycznia 1953 szef Inspekcji Zarządu Kontrwywiadu MGB Zakaukaskiego Okręgu Wojskowego, od stycznia do października 1953 szef Wydziału 5 i zastępca szefa Zarządu Kontrwywiadu MGB/Wydziału Specjalnego MWD Zakaukaskiego Okręgu Wojskowego, od października do grudnia 1953 zastępca szefa Wydziału Specjalnego MWD Zakaukaskiego Okręgu Wojskowego, następnie na emeryturze.

## Odznaczenia
- Order Lenina (6 listopada 1945)
- Order Czerwonego Sztandaru (dwukrotnie - 3 listopada 1944 i 24 listopada 1950)
- Order Wojny Ojczyźnianej II klasy (31 lipca 1944)
- Order „Znak Honoru” (26 kwietnia 1940)
- Odznaka „Honorowy Funkcjonariusz Czeki/GPU (XV)” (2 marca 1937)

I 7 medali.